# Saint-Pastous
Saint-Pastous est une commune française située dans l'ouest du département des Hautes-Pyrénées, en région Occitanie.
Sur le plan historique et culturel, la commune est dans la province du Lavedan, partie sud-occidentale de la Bigorre et constituée d'un ensemble de sept vallées en amont de la ville de Lourdes. Exposée à un climat de montagne, elle est drainée par le ruisseau de Saint-Pastous et par divers autres petits cours d'eau. La commune possède un patrimoine naturel remarquable composé de deux zones naturelles d'intérêt écologique, faunistique et floristique.
Saint-Pastous est une commune rurale qui compte 149 habitants en 2022, après avoir connu un pic de population de 541 habitants en 1821. Elle fait partie de l'aire d'attraction d'Argelès-Gazost.
Ses habitants sont appelés les Saint-Pastousiens ou  Saint-Pastousiennes.

## Géographie

### Localisation
La commune de Saint-Pastous se trouve dans le département des Hautes-Pyrénées, en région Occitanie.
Elle se situe à 26 km à vol d'oiseau de Tarbes, préfecture du département, et à 3 km d'Argelès-Gazost, sous-préfecture.
Sur le plan historique et culturel, Saint-Pastous fait partie de la province historique du Lavedan, partie sud-occidentale de la Bigorre et constitué d'un ensemble de sept vallées en amont de la ville de Lourdes. Historiquement, elle  fait partie de la province de Gascogne, et plus particulièrement du comté de Bigorre. La commune est dans le pays Dabant-Aygues qui regroupe huit communes.

### Communes limitrophes

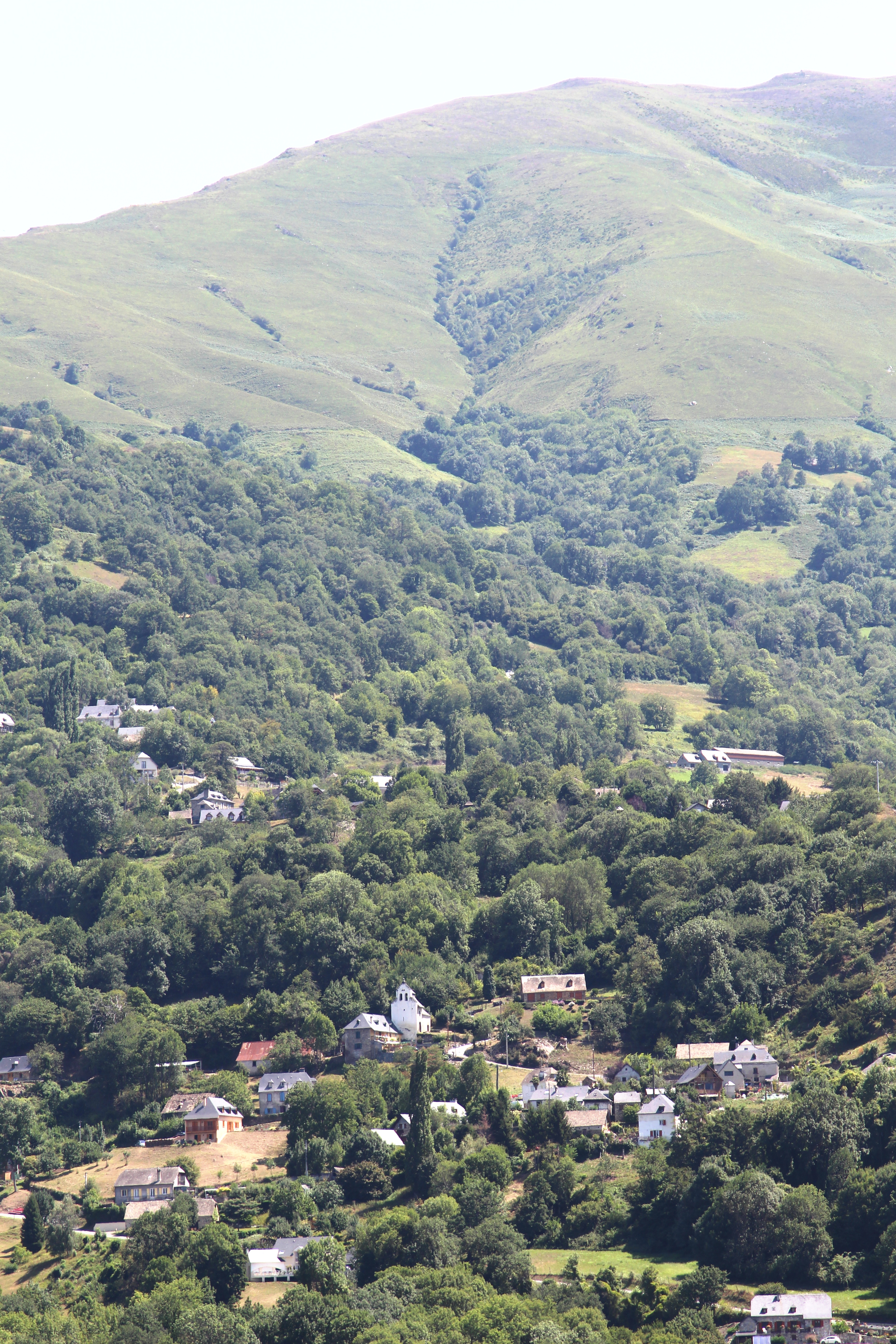
Vue du village..

Les communes les plus proches sont : 
Ayros-Arbouix (1,2 km), Boô-Silhen (1,3 km), Vier-Bordes (1,7 km), Préchac (2,7 km), Agos-Vidalos (2,8 km), Geu (3,0 km), Ayzac-Ost (3,2 km), Lau-Balagnas (3,4 km).
| Geu           | Berbérust-Lias |        |
| Boô-Silhen    | Saint-Pastous  | Gazost |
| Ayros-Arbouix | Vier-Bordes    |        |

### Hydrographie
La commune est dans le bassin de l'Adour, au sein du bassin hydrographique Adour-Garonne. Elle est drainée par le ruisseau de Saint-Pastous et par divers petits cours d'eau, constituant un réseau hydrographique de 7 km de longueur totale,.

### Climat
Le climat qui caractérise la commune est qualifié, en 2010, de « climat des marges montargnardes », selon la typologie des climats de la France qui compte alors huit grands types de climats en métropole. En 2020, la commune ressort du type « climat de montagne » dans la classification établie par Météo-France, qui ne compte désormais, en première approche, que cinq grands types de climats en métropole. Pour ce type de climat, la température décroît rapidement en fonction de l'altitude. On observe une nébulosité minimale en hiver et maximale en été. Les vents et les précipitations varient notablement selon le lieu.
Les paramètres climatiques qui ont permis d’établir la typologie de 2010 comportent six variables pour les températures et huit pour les précipitations, dont les valeurs correspondent à la normale 1971-2000. Les sept principales variables caractérisant la commune sont présentées dans l'encadré ci-après.
| Paramètres climatiques communaux sur la période 1971-2000 - Moyenne annuelle de température : 12,1 °C - Nombre de jours avec une température inférieure à −5 °C : 4,2 j - Nombre de jours avec une température supérieure à 30 °C : 4,5 j - Amplitude thermique annuelle : 15,2 °C - Cumuls annuels de précipitation : 1 274 mm - Nombre de jours de précipitation en janvier : 11,2 j - Nombre de jours de précipitation en juillet : 9,2 j |

Avec le changement climatique, ces variables ont évolué. Une étude réalisée en 2014 par la Direction générale de l'Énergie et du Climat complétée par des études régionales prévoit en effet que la  température moyenne devrait croître et la pluviométrie moyenne baisser, avec toutefois de fortes variations régionales. Ces changements peuvent être constatés sur la station météorologique de Météo-France la plus proche, « Ayros-Arbouix », sur la commune d'Ayros-Arbouix, mise en service en 1982 et qui se trouve à 1 km à vol d'oiseau,, où la température moyenne annuelle est de 12,7 °C et la hauteur de précipitations de 1 031,4 mm pour la période 1981-2010.
Sur la station météorologique historique la plus proche, « Tarbes-Lourdes-Pyrénées », sur la commune d'Ossun, mise en service en 1946 et à 19 km, la température moyenne annuelle évolue de 12,2 °C pour la période 1971-2000, à 12,6 °C pour 1981-2010, puis à 12,9 °C pour 1991-2020.

### Milieux naturels et biodiversité

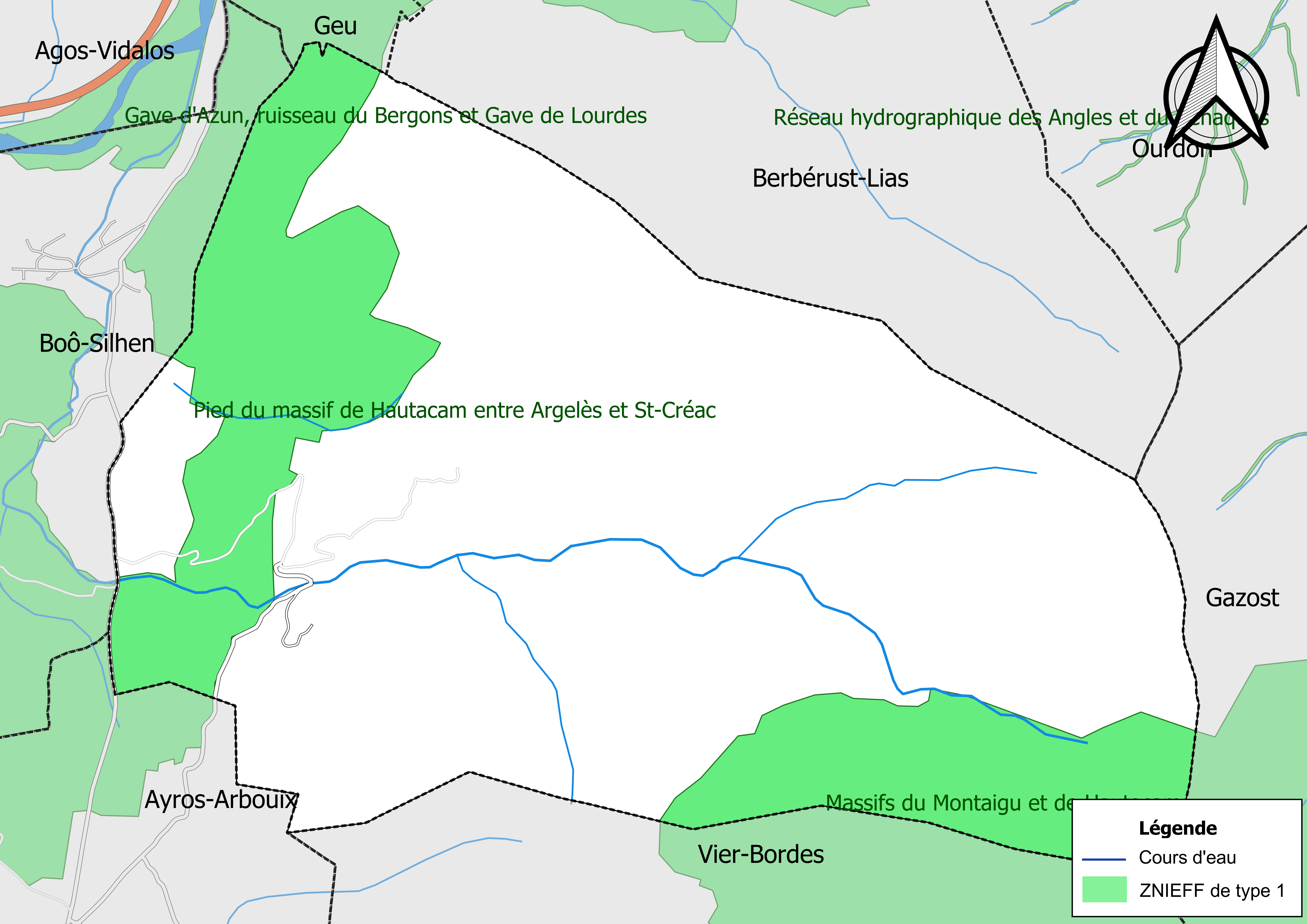
Carte des ZNIEFF de type 1 localisées sur la commune.

L’inventaire des zones naturelles d'intérêt écologique, faunistique et floristique (ZNIEFF) a pour objectif de réaliser une couverture des zones les plus intéressantes sur le plan écologique, essentiellement dans la perspective d’améliorer la connaissance du patrimoine naturel national et de fournir aux différents décideurs un outil d’aide à la prise en compte de l’environnement dans l’aménagement du territoire.
Deux ZNIEFF de type 1 sont recensées sur la commune :
les « massifs du Montaigu et de Hautacam » (5 411 ha), couvrant 7 communes du département et 
le « pied du massif de Hautacam entre Argelès et St-Créac » (961 ha), couvrant 12 communes du département.

## Urbanisme

### Typologie
Au 1er janvier 2024, Saint-Pastous est catégorisée commune rurale à habitat dispersé, selon la nouvelle grille communale de densité à sept niveaux définie par l'Insee en 2022.
Elle est située hors unité urbaine. Par ailleurs la commune fait partie de l'aire d'attraction d'Argelès-Gazost, dont elle est une commune de la couronne,. Cette aire, qui regroupe 19 communes, est catégorisée dans les aires de moins de 50 000 habitants,.

### Occupation des sols
L'occupation des sols de la commune, telle qu'elle ressort de la base de données européenne d’occupation biophysique des sols Corine Land Cover (CLC), est marquée par l'importance des forêts et milieux semi-naturels (62,6 % en 2018), en augmentation par rapport à 1990 (58,2 %). La répartition détaillée en 2018 est la suivante : 
milieux à végétation arbustive et/ou herbacée (39,9 %), forêts (22,7 %), prairies (21,1 %), zones agricoles hétérogènes (16,3 %).
L'IGN met par ailleurs à disposition un outil en ligne permettant de comparer l’évolution dans le temps de l’occupation des sols de la commune (ou de territoires à des échelles différentes). Plusieurs époques sont accessibles sous forme de cartes ou photos aériennes : la carte de Cassini (XVIIIe siècle), la carte d'état-major (1820-1866) et la période actuelle (1950 à aujourd'hui).

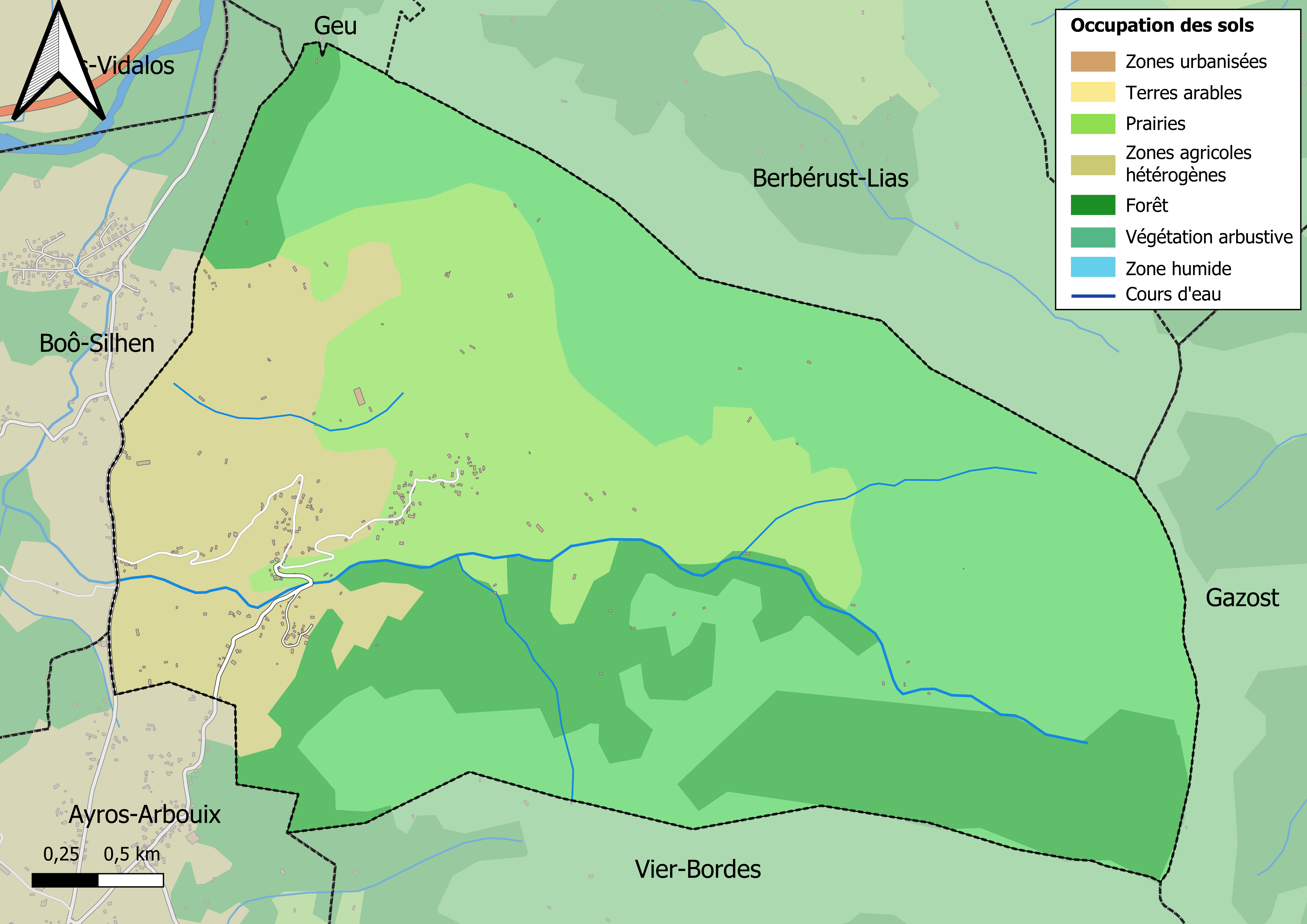
Carte des infrastructures et de l'occupation des sols en 2018 (CLC) de la commune.
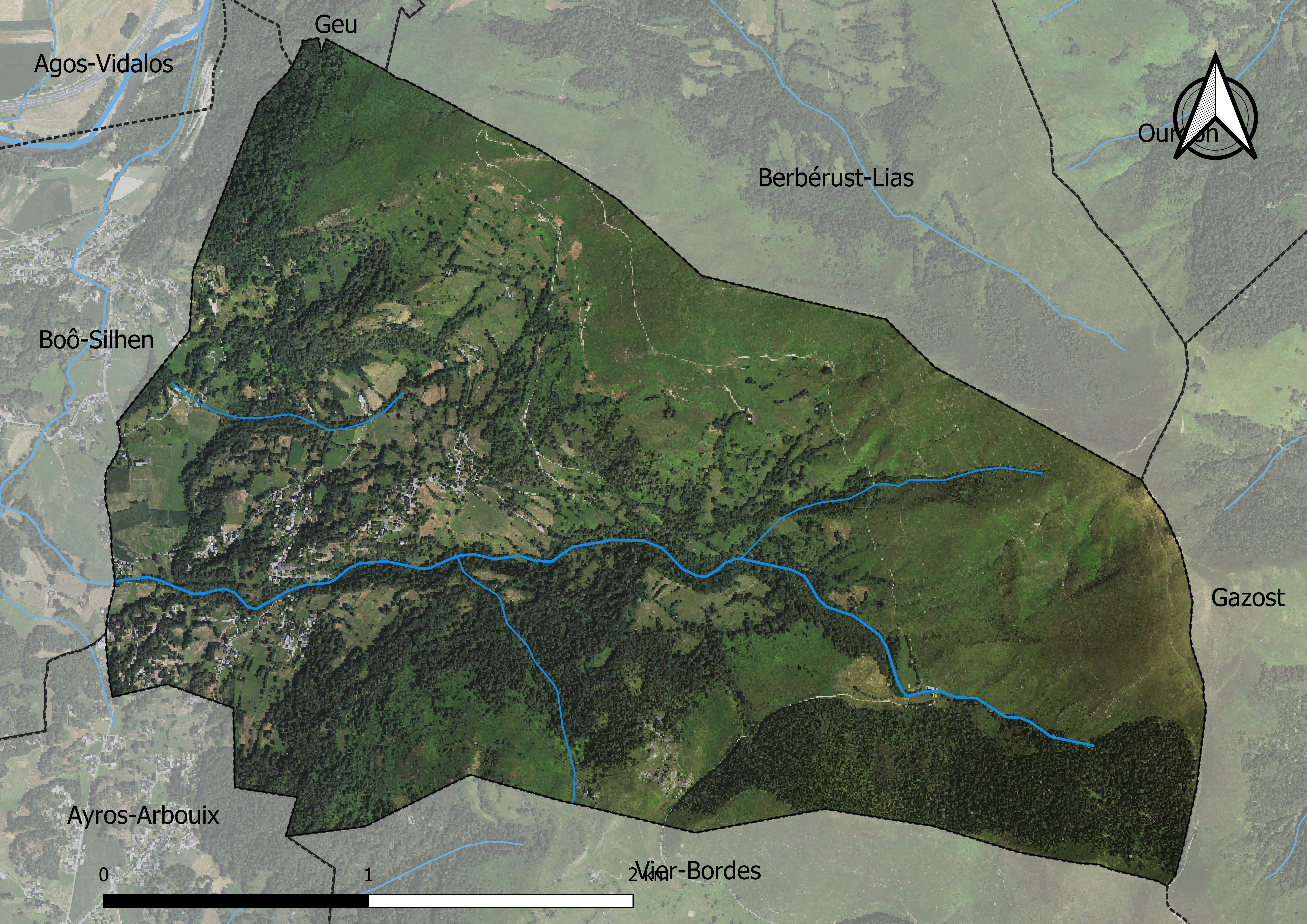
Carte orthophotogrammétrique de la commune.

### Habitat et logement
En 2018, le nombre total de logements dans la commune était de 117, alors qu'il était de 102 en 2013 et de 89 en 2008.
Parmi ces logements, 51,7 % étaient des résidences principales, 41,8 % des résidences secondaires et 6,6 % des logements vacants. Ces logements étaient pour 95,9 % d'entre eux des maisons individuelles et pour 3,3 % des appartements.
Le tableau ci-dessous présente la typologie des logements à Saint-Pastous en 2018 en comparaison avec celle des Hautes-Pyrénées et de la France entière. Une caractéristique marquante du parc de logements est ainsi une proportion de résidences secondaires et logements occasionnels (41,8 %) très supérieure à celle du département (23,3 %) et à celle de la France entière (9,7 %). Concernant le statut d'occupation de ces logements, 91,9 % des habitants de la commune sont propriétaires de leur logement (87 % en 2013), contre 64,9 % pour les Hautes-Pyrénées et 57,5 % pour la France entière.
| Typologie                                               | Saint-Pastous | Hautes-Pyrénées | France entière |
| ------------------------------------------------------- | ------------- | --------------- | -------------- |
| Résidences principales (en %)                           | 51,7          | 67,2            | 82,1           |
| Résidences secondaires et logements occasionnels (en %) | 41,8          | 23,3            | 9,7            |
| Logements vacants (en %)                                | 6,6           | 9,5             | 8,2            |

### Voies de communication et transports
Cette commune est desservie par les routes départementales D 100 qui monte à Hautacam puis D 100b.

### Risques naturels et technologiques
Le territoire de la commune de Saint-Pastous est vulnérable à différents aléas naturels : météorologiques (tempête, orage, neige, grand froid, canicule ou sécheresse), inondations, feux de forêts, mouvements de terrains et séisme (sismicité moyenne). Il est également exposé à un risque particulier : le risque de radon. Un site publié par le BRGM permet d'évaluer simplement et rapidement les risques d'un bien localisé soit par son adresse soit par le numéro de sa parcelle.

#### Risques naturels
Certaines parties du territoire communal sont susceptibles d’être affectées par le risque d’inondation par débordement de cours d'eau, notamment La cartographie des zones inondables en ex-Midi-Pyrénées réalisée dans le cadre du XIe Contrat de plan État-région, visant à informer les citoyens et les décideurs sur le risque d’inondation, est accessible sur le site de la DREAL Occitanie. La commune a été reconnue en état de catastrophe naturelle au titre des dommages causés par les inondations et coulées de boue survenues en 1982, 1999, 2009 et 2021,.
Saint-Pastous est exposée au risque de feu de forêt. Un plan départemental de protection des forêts contre les incendies a été approuvé par arrêté préfectoral le 21 avril 2020 pour la période 2020-2029. Le précédent couvrait la période 2007-2017. L’emploi du feu est régi par deux types de réglementations. D’abord le code forestier et l’arrêté préfectoral du 27 octobre 2014, qui réglementent l’emploi du feu à moins de 200 m des espaces naturels combustibles sur l’ensemble du département. Ensuite celle établie dans le cadre de la lutte contre la pollution de l’air, qui interdit le brûlage des déchets verts des particuliers. L’écobuage est quant à lui réglementé dans le cadre de commissions locales d’écobuage (CLE)

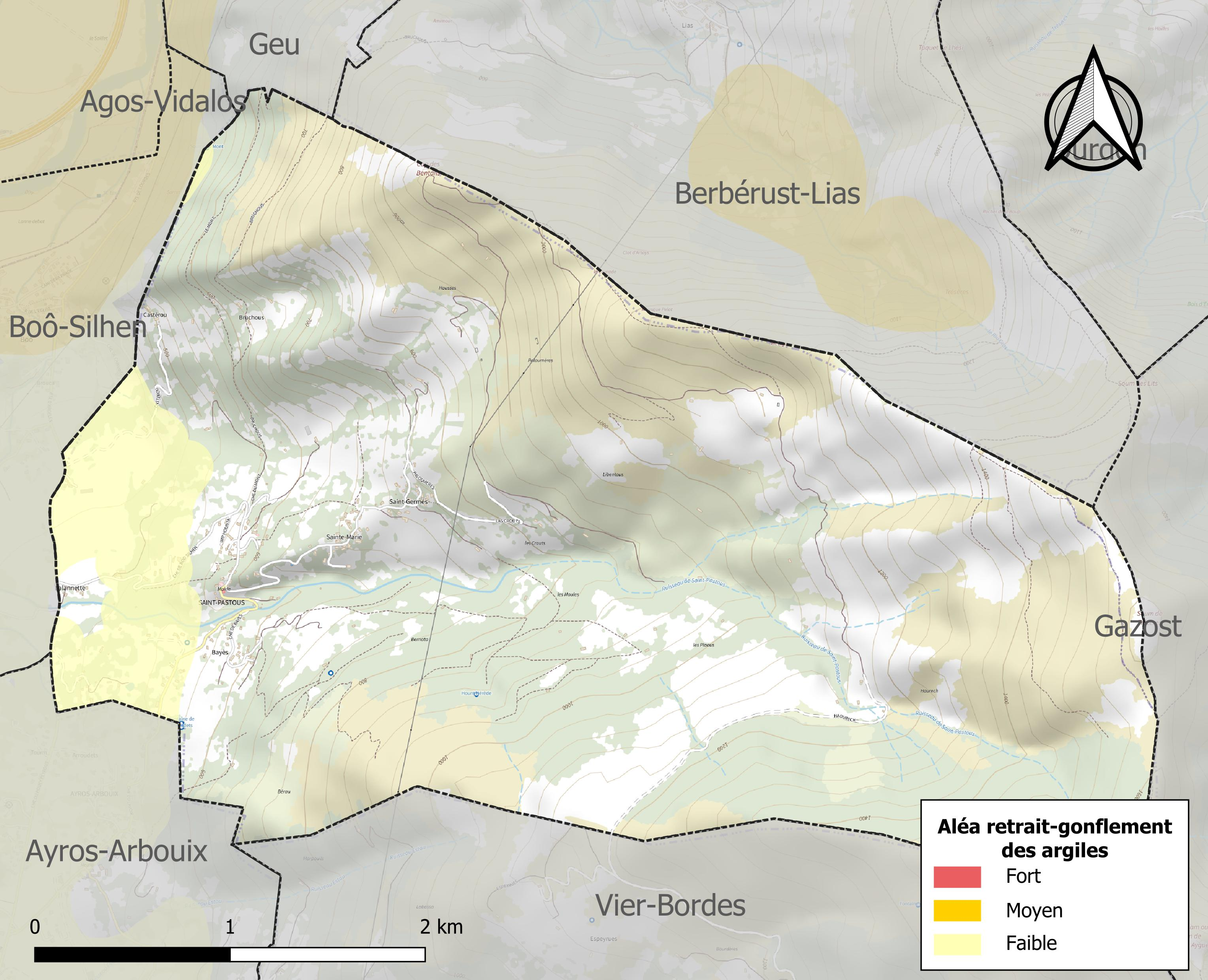
Carte des zones d'aléa retrait-gonflement des sols argileux de Saint-Pastous.

Les mouvements de terrains susceptibles de se produire sur la commune sont des mouvements de sols liés à la présence d'argile et des tassements différentiels.
Le retrait-gonflement des sols argileux est susceptible d'engendrer des dommages importants aux bâtiments en cas d’alternance de périodes de sécheresse et de pluie. La totalité de la commune est en aléa faible (44,5 % au niveau départemental et 48,5 % au niveau national). Sur les 106 bâtiments dénombrés sur la commune en 2019, aucun n'est en aléa moyen ou fort, à comparer aux 75 % au niveau départemental et 54 % au niveau national. Une cartographie de l'exposition du territoire national au retrait gonflement des sols argileux est disponible sur le site du BRGM,.
Par ailleurs, afin de mieux appréhender le risque d’affaissement de terrain, l'inventaire national des cavités souterraines permet de localiser celles situées sur la commune.
Concernant les mouvements de terrains, la commune a été reconnue en état de catastrophe naturelle au titre des dommages causés par des mouvements de terrain en 1999.

#### Risque particulier
Dans plusieurs parties du territoire national, le radon, accumulé dans certains logements ou autres locaux, peut constituer une source significative d’exposition de la population aux rayonnements ionisants. Certaines communes du département sont concernées par le risque radon à un niveau plus ou moins élevé. Selon la classification de 2018, la commune de Saint-Pastous est classée en zone 2, à savoir zone à potentiel radon faible mais sur lesquelles des facteurs géologiques particuliers peuvent faciliter le transfert du radon vers les bâtiments.

## Toponymie

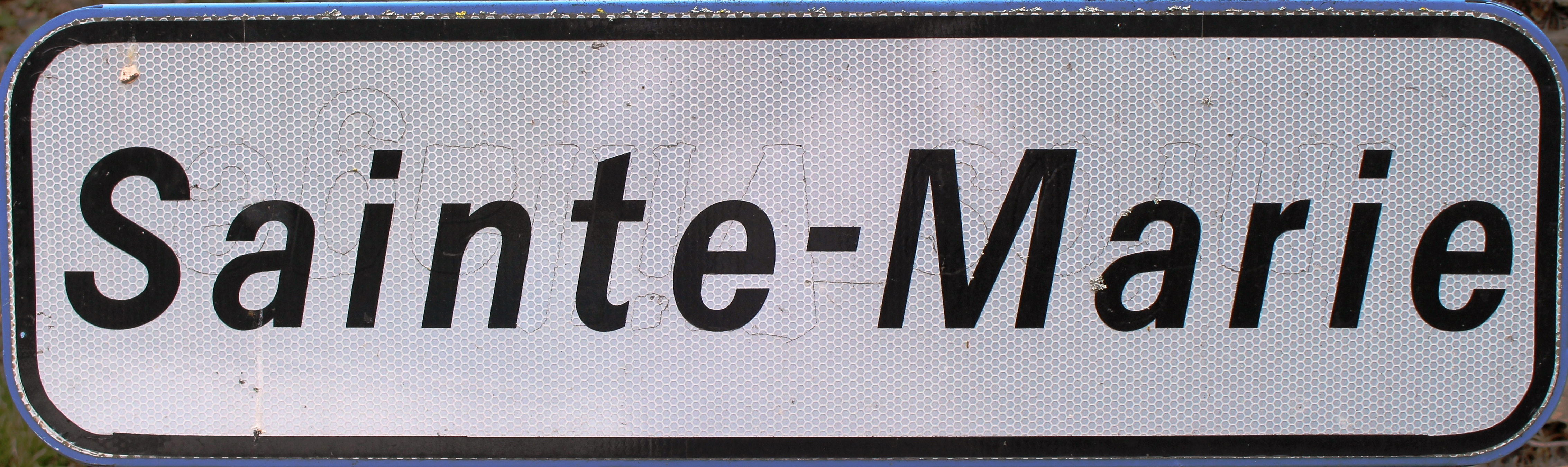

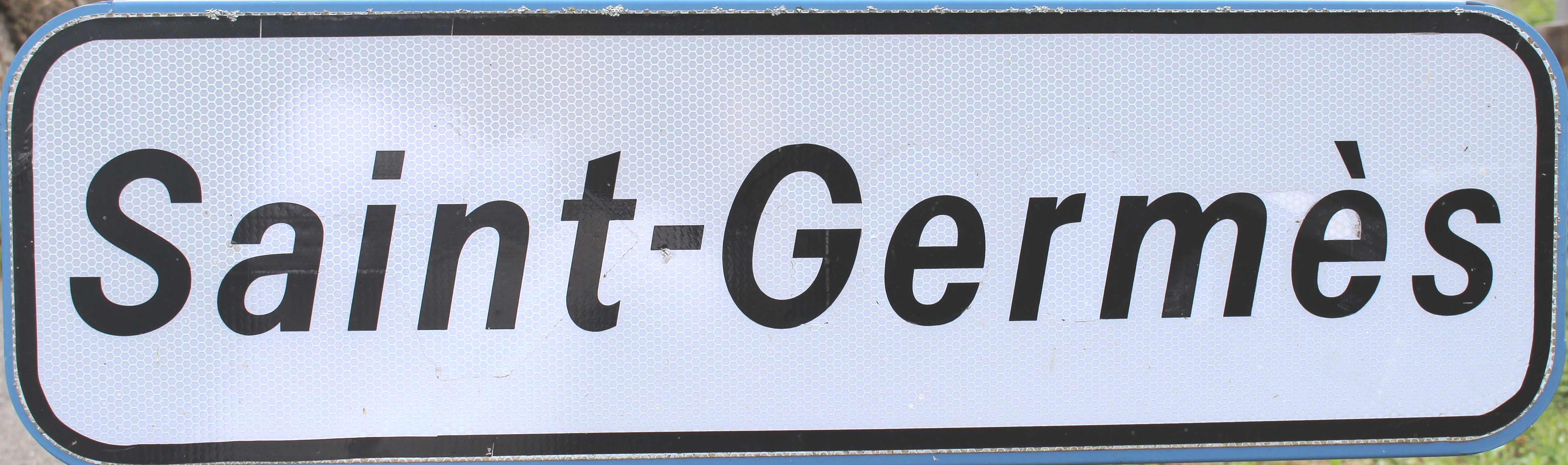

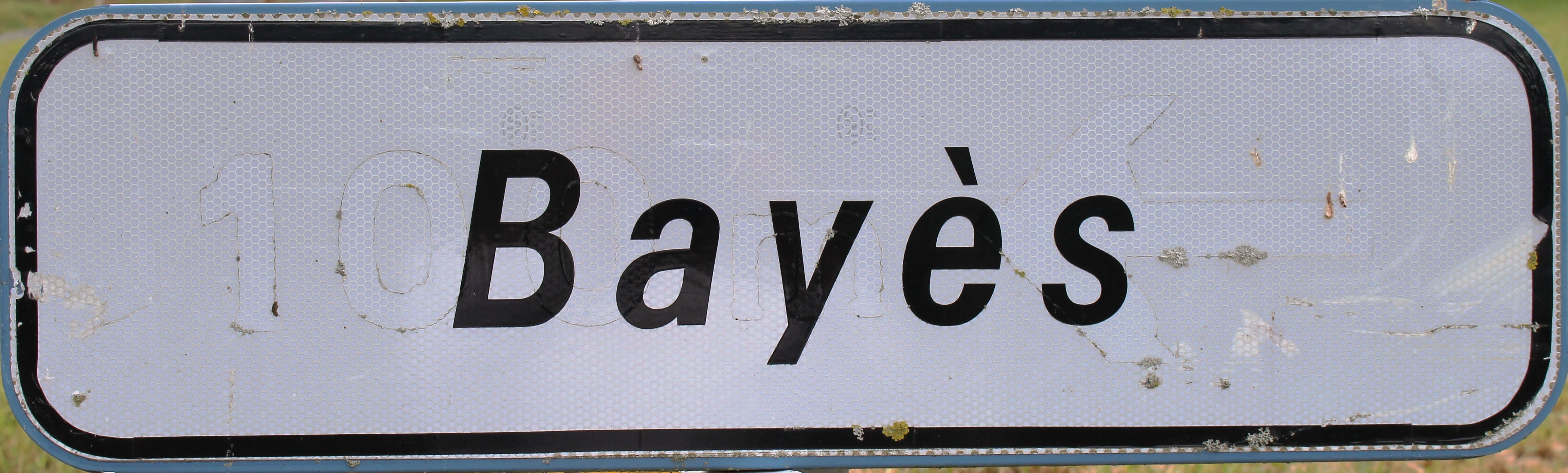

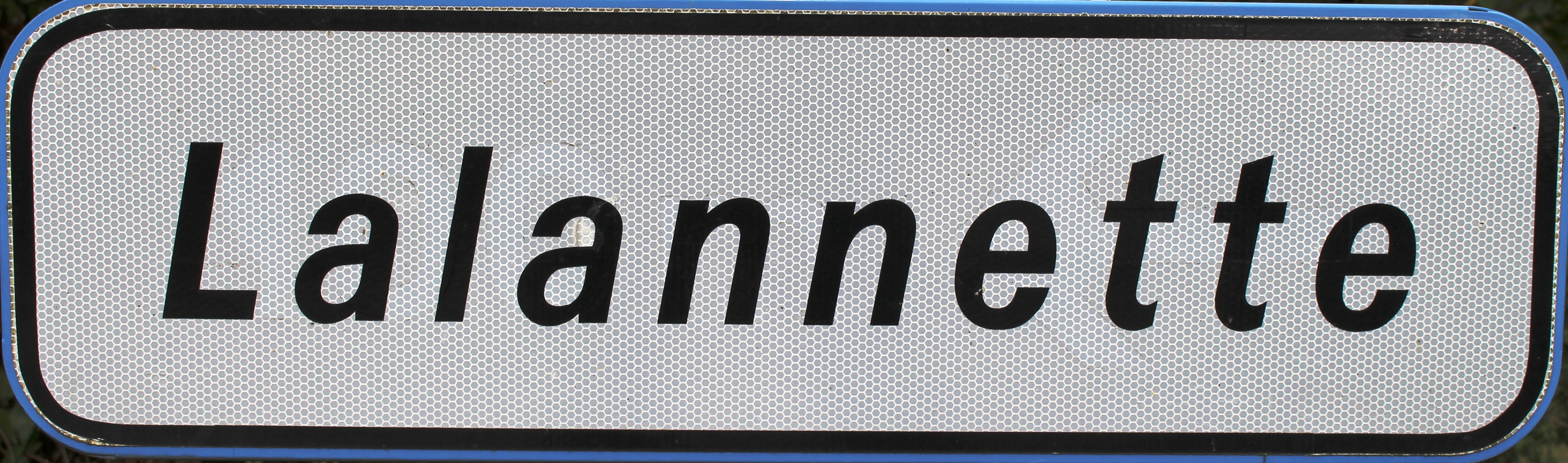

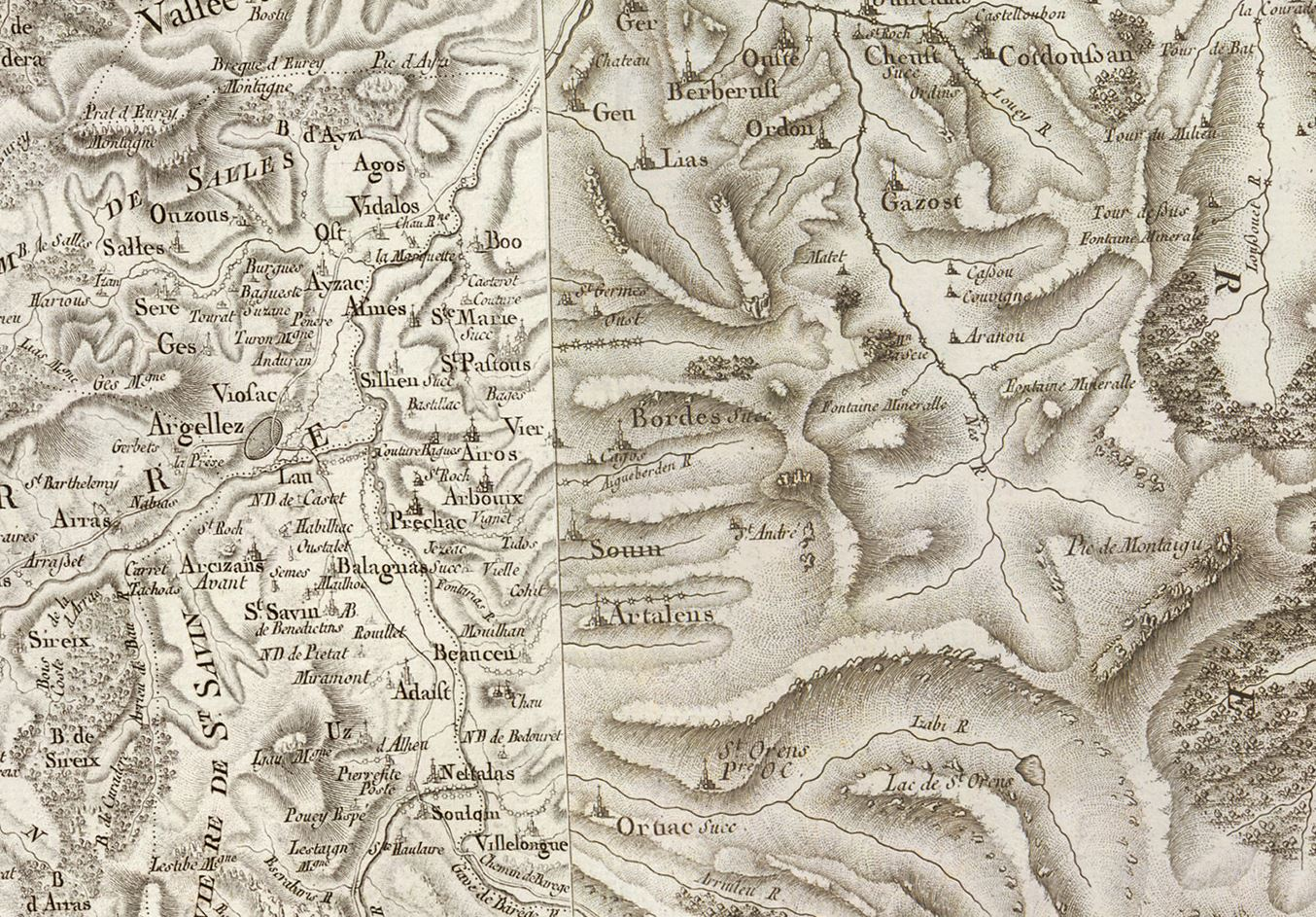
Extrait de la carte de Cassini (entre 1756 et 1789) situant Saint-Pastous à l'est d'Argelès-Gazost.

On trouvera les principales informations dans le Dictionnaire toponymique des communes des Hautes-Pyrénées de Michel Grosclaude et Jean-François Le Nail qui rapporte les dénominations historiques du village :
Dénominations historiques :
- Sancti Pastoris, latin (v. 1050-1070, cartulaire de Bigorre ; v. 1075, cartulaire de  Saint-Savin) ;
- Sen Pastos, latin et gascon (v. 1105, cartulaire Saint-Savin) ;
- Sent Pastos, Sent Pastor (XIIe siècle ou XIIIe siècle, livre vert de Bénac) ;
- Sempastors (1285, montre Bigorre) ;
- Sancto Pastore, latin (1313, Debita regi Navarre ; 1342, pouillé Tarbes ; 1379, procuration Tarbes) ;
- Sent Pastos, Senpastos (1349, livre vert Bénac) ;
- Sent Pastors, Sent Pastoos, Sent Pastos (1429, censier de Bigorre) ;
- St Pastous (fin XVIIIe siècle, carte de Cassini).

Étymologie : Sanctus Pastor.

Nom occitan : Sent Pastors.

## Histoire
Le nom primitif du village était Lump ou Lourp. Le village de Lurp est mentionné dans une bulle papale de 1167, adressée à l'Abbé de Saint-Savin. On ne peut préciser avec certitude à quelle occasion ce nom fut remplacé par Sen Pastous.
L'utilisation du nom de Saint-Pastous en Lavedan semble remonter au XIe siècle, période à laquelle une petite seigneurie de ce nom s'installa au village de Lurp. La première citation remonte vers 1050.
Le premier seigneur connu est Guillaume-Bernard de Saint Pastous cité en 1105.
On connaît également Bertrand de Saint Pastous, né vers 1260.
Cette famille prolifique possède de multiples branches dans le sud de la France, notamment celles de Bonrepos (Prat-Bonrepaux, 09), de Montbrun (32), de Lapeyrère (31), etc.
La branche des Saint Pastous seigneurs de Bonrepos (Prat-Bonrepaux, Ariège) remonte au minimum à Bertrand de Saint Pastous, père d'Arnaud-Guillaume de Saint Pastous de Bonrepos (né vers 1290, cité en 1337) marié à Anne-Bernarde de Poussin. Cette famille a été maintenue en sa noblesse par Laugeois à l'intendance de Montauban le 26 décembre 1715. Cette branche est toujours vivante actuellement.
Régis Valette fait remonter la noblesse de cette famille en 1397.
La branche des Saint-Pastous seigneurs de Lapeyrère (31) remonte au minimum à Aymar de Saint Pastou (né vers 1400) co-seigneur de Montbrun (32). Cette branche s'achève avec Anne de Saint Pastou de Lapeyrère (dame et héritière de Lapeyrère) qui épouse en 1624 : François Ignace Deguilhem qui deviendra plus tard : François ignace de Guilhem de Saint Pastou de Lapeyrère de Lacombe.
Instituée en commune par la Révolution française, le village de Saint-Pastous allait peu après regrouper les anciennes paroisses de Saint-Germès et de Sainte-Marie, ainsi que le hameau de Bayès connu comme le quartier des cagots.

### Historique administratif
Pays et sénéchaussée de Bigorre, Lavedan, Arribèra de Davantaygue, canton de Davantaygue (1790), Argelès-Gazost (depuis 1801). Sainte-Marie (commune en 1790), Bayés et Saint-Germès (non citées dans la première répartition, mais communes dans la seconde), sont réunies à Saint-Pastous entre 1791 et 1801.

## Politique et administration

### Rattachements administratifs et électoraux

#### Rattachements administratifs
La commune se trouve depuis 1942 dans l'arrondissement d'Argelès-Gazost du département des Hautes-Pyrénées.
Elle faisait partie depuis 1801 du canton d'Argelès-Gazost. Dans le cadre du redécoupage cantonal de 2014 en France, cette circonscription administrative territoriale a disparu, et le canton n'est plus qu'une circonscription électorale.

#### Rattachements électoraux
Pour les élections départementales, la commune fait partie depuis 2014 du canton de la Vallée des Gaves
Pour l'élection des députés, elle fait partie de la deuxième circonscription des Hautes-Pyrénées.

### Intercommunalité
Saint-Pastous était membre de la petite  communauté de communes de la Vallée d'Argelès-Gazost, un établissement public de coopération intercommunale (EPCI) à fiscalité propre créé fin 1996  et auquel la commune avait transféré un certain nombre de ses compétences, dans les conditions déterminées par le code général des collectivités territoriales.
Dans le cadre des dispositions de la loi portant nouvelle organisation territoriale de la République du 7 août 2015, qui prévoit que les établissements publics de coopération intercommunale (EPCI) à fiscalité propre doivent avoir un minimum de 15 000 habitants, cette intercommunalité a fusionné avec ses voisines  pour former, le 1er janvier 2017, la communauté de communes Pyrénées Vallées des Gaves, dont est désormais membre la commune.

### Liste des maires
Depuis 1948, sept maires se sont succédé :
| Période        | Période                                                | Identité        | Étiquette | Qualité                                                                  |
| -------------- | ------------------------------------------------------ | --------------- | --------- | ------------------------------------------------------------------------ |
| 1948           | 1953                                                   | Pierre Lannes   |           |                                                                          |
| 1953           | 1986                                                   | Étienne Anthian |           |                                                                          |
| 1986           | 1995                                                   | René Cabanne    |           |                                                                          |
| 1995           | 2014                                                   | François Cazau  |           |                                                                          |
| 2014           | 2020                                                   | Gérard Cha      |           | Cadre retraité de la fonction publique                                   |
| 28 juin 2020   | mars 2022 (démission)                                  | Jacques Debien  |           | Cadre retraité                                                           |
| mars 2022      | 6 octobre 2022 à l'issue des élections de juillet 2022 | Benjamin Mazery |           | Agent de la fonction publique territoriale assurant la compétence Gemapi |
| 6 octobre 2022 | En cours (au 6 juin 2023)                              | Gérard Cha      |           | Cadre retraité de la fonction publique                                   |

## Équipements et services publics

### Enseignement
La commune dépend de l'académie de Toulouse. Elle ne dispose plus d'école en 2016.

## Population et société

### Démographie

#### Évolution démographique
L'évolution du nombre d'habitants est connue à travers les recensements de la population effectués dans la commune depuis 1793. Pour les communes de moins de 10 000 habitants, une enquête de recensement portant sur toute la population est réalisée tous les cinq ans, les populations de référence des années intermédiaires étant quant à elles estimées par interpolation ou extrapolation. Pour la commune, le premier recensement exhaustif entrant dans le cadre du nouveau dispositif a été réalisé en 2004.

En 2022, la commune comptait 149 habitants, en évolution de +13,74 % par rapport à 2016 (Hautes-Pyrénées : +1,59 %, France hors Mayotte : +2,11 %).
| 1793 | 1800 | 1806 | 1821 | 1831 | 1836 | 1841 | 1846 | 1851 |
| ---- | ---- | ---- | ---- | ---- | ---- | ---- | ---- | ---- |
| 432  | 432  | 446  | 541  | 506  | 444  | 502  | 521  | 536  |

| 1856 | 1861 | 1866 | 1872 | 1876 | 1881 | 1886 | 1891 | 1896 |
| ---- | ---- | ---- | ---- | ---- | ---- | ---- | ---- | ---- |
| 490  | 470  | 495  | 418  | 381  | 354  | 407  | 370  | 359  |

| 1901 | 1906 | 1911 | 1921 | 1926 | 1931 | 1936 | 1946 | 1954 |
| ---- | ---- | ---- | ---- | ---- | ---- | ---- | ---- | ---- |
| 294  | 302  | 277  | 221  | 195  | 174  | 179  | 139  | 111  |

| 1962 | 1968 | 1975 | 1982 | 1990 | 1999 | 2004 | 2006 | 2009 |
| ---- | ---- | ---- | ---- | ---- | ---- | ---- | ---- | ---- |
| 106  | 91   | 82   | 78   | 91   | 109  | 93   | 88   | 116  |

| 2014 | 2019 | 2022 | - | - | - | - | - | - |
| ---- | ---- | ---- | - | - | - | - | - | - |
| 131  | 142  | 149  | - | - | - | - | - | - |

## Économie

### Emploi
|                | 2008  | 2013  | 2018  |
| -------------- | ----- | ----- | ----- |
| Commune        | 2,3 % | 7,7 % | 3,6 % |
| Département    | 7,7 % | 9,4 % | 9,8 % |
| France entière | 8,3 % | 10 %  | 10 %  |

En 2018, la population âgée de 15 à 64 ans s'élève à 82 personnes, parmi lesquelles on compte 78,6 % d'actifs (75 % ayant un emploi et 3,6 % de chômeurs) et 21,4 % d'inactifs,. Depuis 2008, le taux de chômage communal (au sens du recensement) des 15-64 ans est inférieur à celui de la France et du département.
La commune fait partie de la couronne de l'aire d'attraction d'Argelès-Gazost, du fait qu'au moins 15 % des actifs travaillent dans le pôle,. Elle compte 18 emplois en 2018, contre 15 en 2013 et 9 en 2008. Le nombre d'actifs ayant un emploi résidant dans la commune est de 66, soit un indicateur de concentration d'emploi de 28 % et un taux d'activité parmi les 15 ans ou plus de 59,7 %.
Sur ces 66 actifs de 15 ans ou plus ayant un emploi, 16 travaillent dans la commune, soit 24 % des habitants. Pour se rendre au travail, 86,8 % des habitants utilisent un véhicule personnel ou de fonction à quatre roues, 4,4 % s'y rendent en deux-roues, à vélo ou à pied et 8,8 % n'ont pas besoin de transport (travail au domicile).

## Culture locale et patrimoine

### Lieux et monuments
- Église de l'Assomption de Saint-Pastous.
- Chapelle Sainte-Marie de Lurp.
- Lavoir.

Sélection de vues diverses
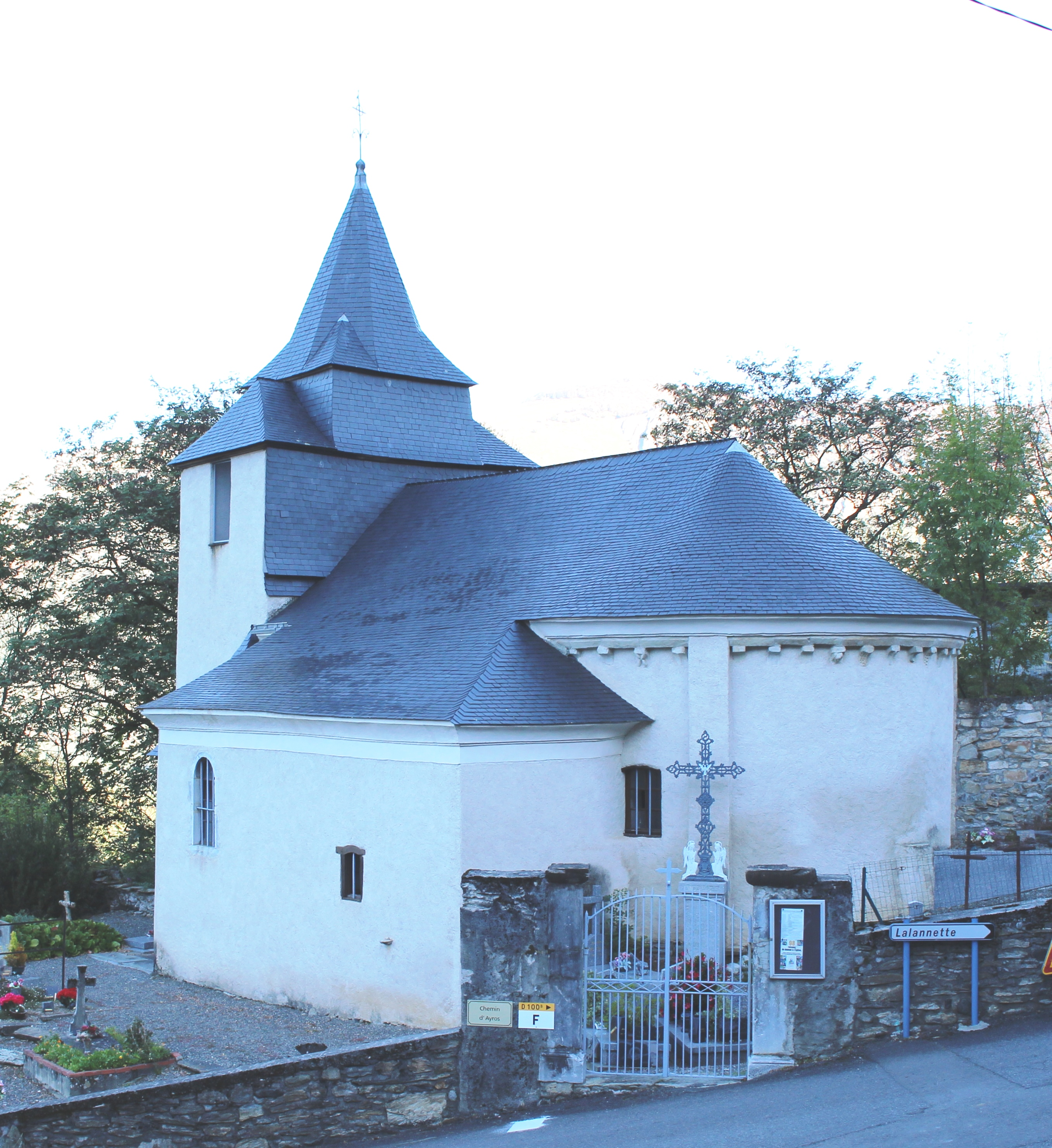
L'église de l'Assomption de Saint-Pastous en 2017.
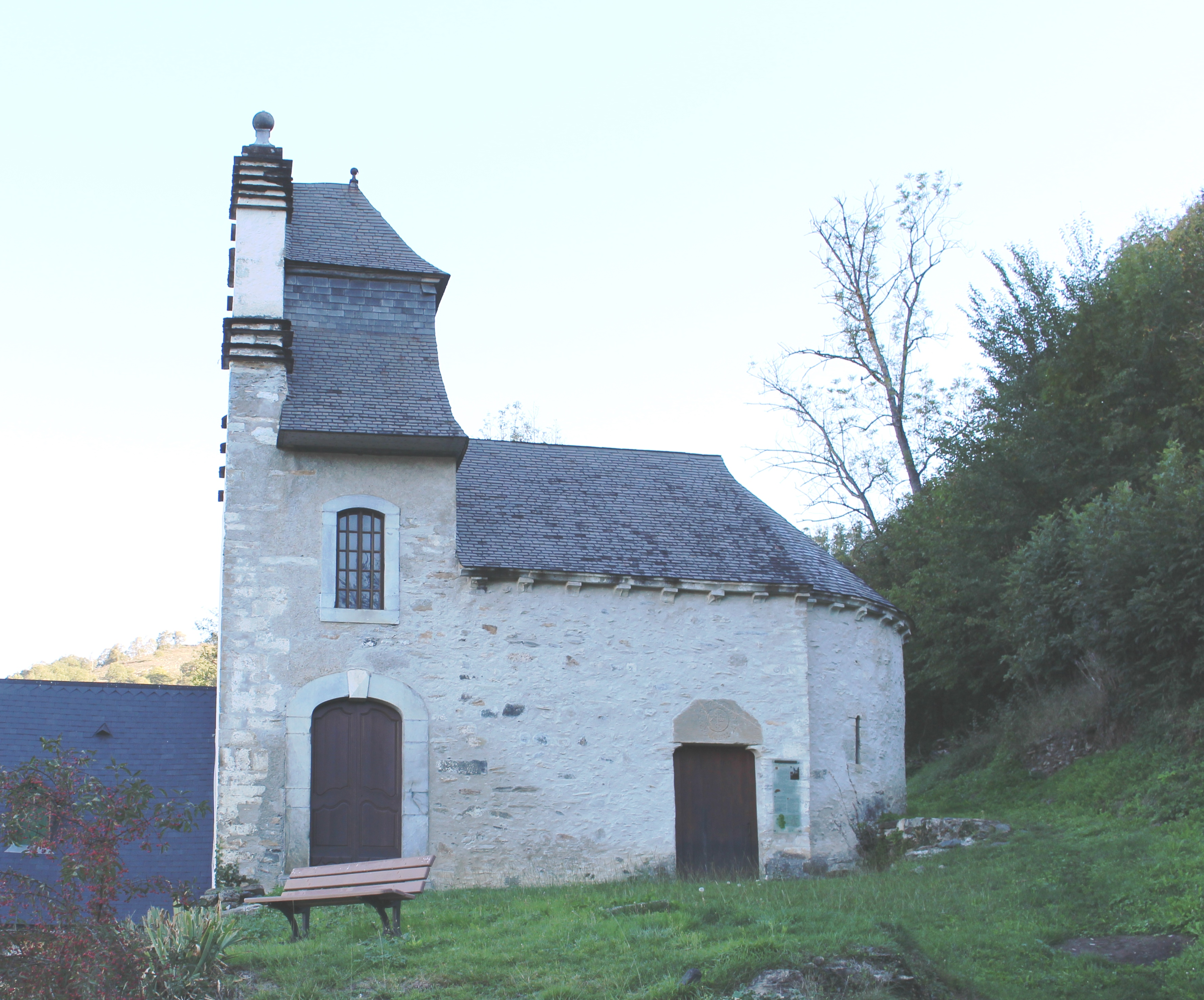
L'église Sainte-Marie de Lurp en 2017.
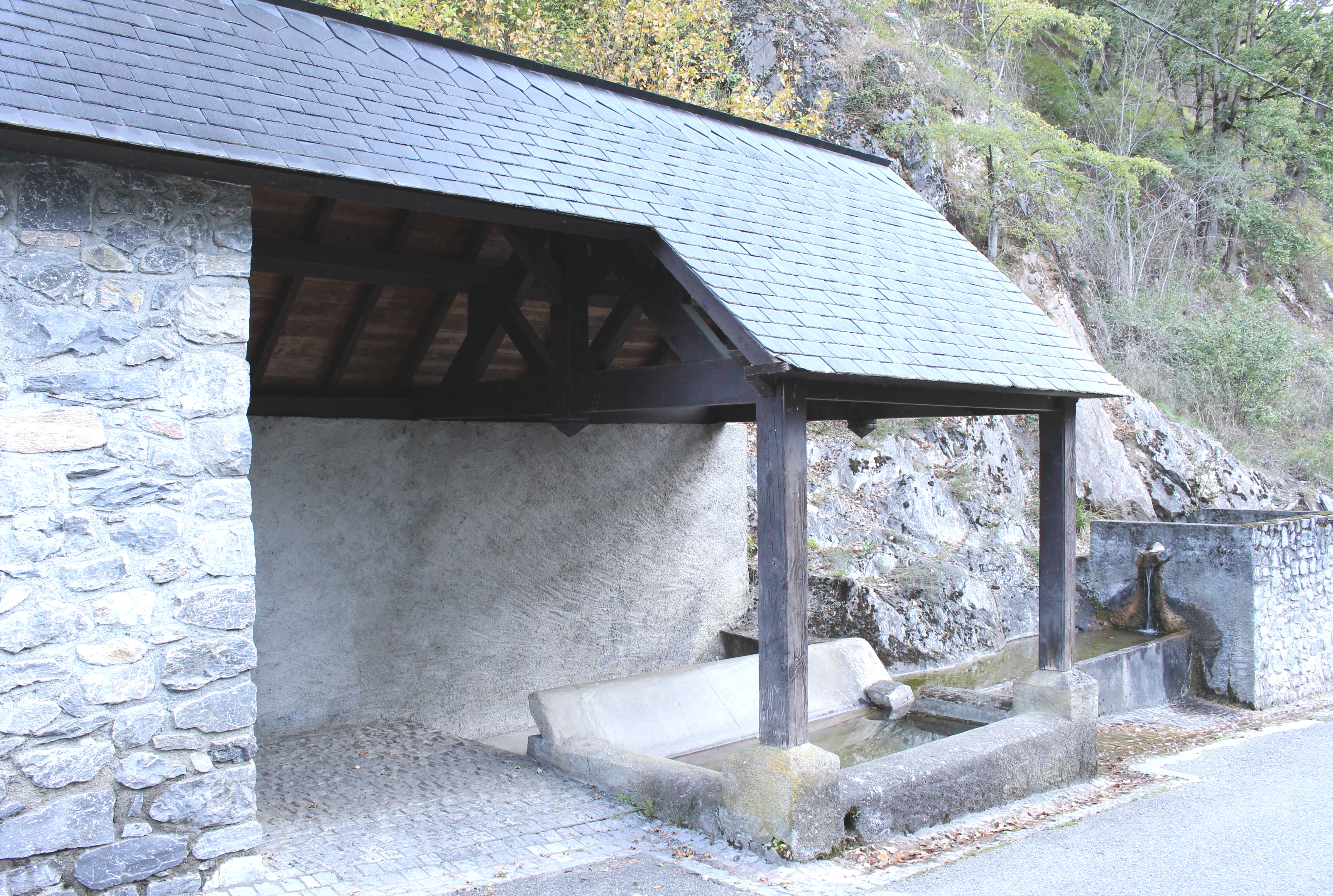
Le lavoir en 2017.
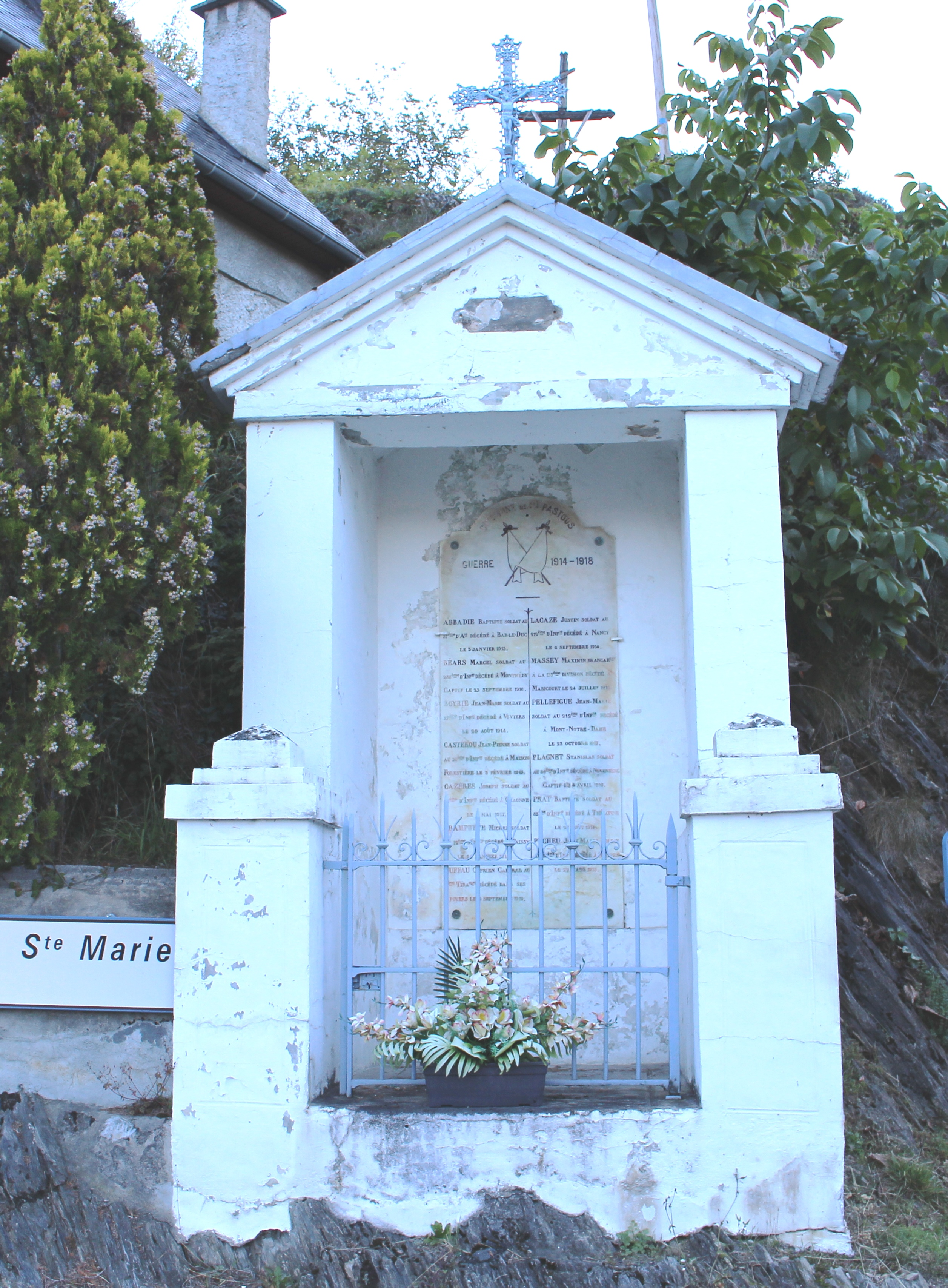
Le monument aux morts municipal.

### Héraldique
| Blason de Saint-Pastous | Blason  | D'argent au mont de sinople chargé d'une fleur de lys d'or, sommé d'une aigle essorante de sable tenant avec son bec une clochette du même. |
| Blason de Saint-Pastous | Détails | blason vérifié auprès de la mairie. |

## Pour approfondir